# Madame Vastra, Jenny Flint e Strax
Madame Vastra, Jenny Flint e Strax (informalmente conhecido como Paternoster Gang, em conjunto com o Doutor) são um trio de recorrentes personagens fictícios na série britânica de ficção científica da BBC Doctor Who, criado por Steven Moffat, e retratados, respectivamente, por Neve McIntosh, Catrin Stewart e Dan Starkey.ref name="bbc.co.uk">«Doctor Who Mini Episode». BBC One - Doctor Who, Series 7 Part 1. 20 de novembro de 2012. Consultado em 2 de maio de 2015</ref>
Os três personagens aparecem pela primeira vez na sexta temporada no episódio "A Good Man Goes to War". Madame Vastra (a siluriana) e Jenny Flint (a humana) são um casal. Em histórias posteriores, eles vivem em Londres durante o século 19. Strax, um Sontaran, é visto em sua primeira aparição estar agindo como uma enfermeira, cuidando de soldados feridos em outro planeta. Todos eles são recrutados pelo Décimo primeiro Doutor para ajudá-lo a resgatar Amy Pond. Apesar do sucesso do esforço, Strax aparentemente morre na batalha. Ele é, no entanto, mostrado para ser despertado por Vastra e Flint um par de dias mais tarde, no minisódio "The Battle of Demons Run: Two Days Later"; Em seguida, ele se tornou seu mordomo no século 19.
Desde sua primeira aparição, o trio já apareceu várias vezes para ajudar o Doutor, mesmo tendo um papel central na primeira metade de "The Crimson Horror" (2013). Em 2014, eles apareceram em "Deep Breath", o primeiro episódio estrelado pelo Décimo segundo Doutor..
Eles também têm a sua própria série spin-off, Devil in the Smoke (2012),  e romance spin-off, Silhouette (2014), e o trio têm aparecido em vários "Minisódios" on-line,  com Strax adicionalmente, aparecendo em uma série de "relatório de campo" vídeos postados no site de Doctor Who.  Em 2014, eles apareceram sem o doutor na Doctor Who Magazine, aparareceram no entendo de The Crystal Throne (DWM #475–476). Os três personagens se tornaram populares com o público, com a presença de uma inter-espécie do casal do mesmo sexo também levando a alguma atenção.